# Rue Maryse-Bastié (Paris)
Pour les articles homonymes, voir Rue Maryse-Bastié.
La rue Maryse-Bastié est une voie du 13e arrondissement de Paris, en France.

## Situation et accès
La rue Maryse-Bastié est une voie publique située dans le 13e arrondissement de Paris. Elle débute au 1, avenue Joseph-Bédier et se termine au 3, rue Franc-Nohain.

## Origine du nom

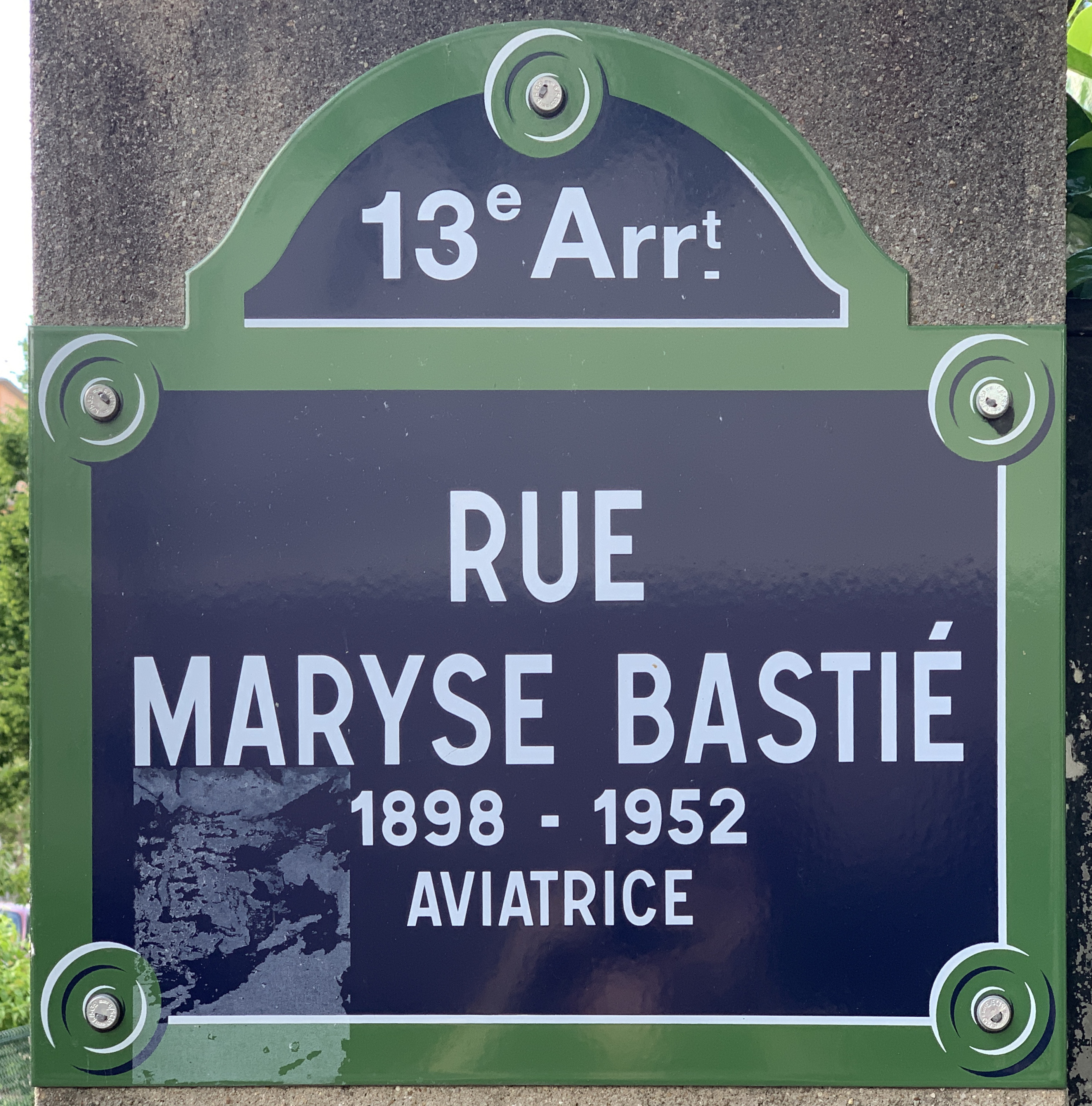
Plaque de la rue.

Elle porte le nom de l'aviatrice Maryse Bastié, née Marie-Louise Bombec (1898-1952).

## Historique
Cette rue, ouverte en 1956 par la ville de Paris, prend sa dénomination actuelle le 13 mars 1956.